# 东黄城镇
东黄城乡，是中华人民共和国河北省衡水市安平县下辖的一个乡镇级行政单位。成立于1985年。 区域面积48.1平方千米。

## 行政区划
东黄城乡下辖以下地区：
东黄城村、西南黄城村、东南黄城村、东北黄城村、北黄城村、唐贝村、建赵庄村、建王庄村、建张庄村、徐张屯村、新民村、堤沃村、西里村、台城村、北侯疃村、西侯疃村、南侯疃村、后大宅村、前大宅村、南庙头村、徐疃村、敬思村、大同新村、路庄村和郭西村。